# Liste der Kulturdenkmale in Großhansdorf
In der Liste der Kulturdenkmale in Großhansdorf sind alle Kulturdenkmale der schleswig-holsteinischen Gemeinde Großhansdorf (Kreis Stormarn) aufgelistet (Stand: 31. März 2025).

## Legende
In den Spalten befinden sich folgende Informationen:
- Objekt-ID: die Nummer des Kulturdenkmales
- Lage: die Adresse des Kulturdenkmales und die geographischen Koordinaten. Kartenansicht, um Koordinaten zu setzen. In der Kartenansicht sind Kulturdenkmale ohne Koordinaten mit einem roten Marker dargestellt und können in der Karte gesetzt werden. Kulturdenkmale ohne Bild sind mit einem blauen Marker gekennzeichnet, Kulturdenkmale mit Bild mit einem grünen Marker.
- Offizielle Bezeichnung: Bezeichnung des Kulturdenkmales
- Beschreibung: die Beschreibung des Kulturdenkmales
- Bild: ein Bild des Kulturdenkmales

## Sachgesamtheiten
| Objekt-ID      | Lage                                                               | Offizielle Bezeichnung     | Beschreibung | Bild |
| -------------- | ------------------------------------------------------------------ | -------------------------- | --- | ---- |
| 38543 Wikidata | Eilbergweg 22–32, Waldreiterweg 143 (53° 39′ 35″ N, 10° 17′ 18″ O) | Ehemalige Kinderheilstätte | ehem. Kinderheilstätte; 1915, 1928, 1952; ehem. Lungenheilstätte bestehend aus villenartigem sog. Schulkinderhaus, Turnhalle und großzügigem Garten - Begründung: geschichtlich, künstlerisch, städtebaulich, Kulturlandschaft prägend - Schutzumfang: Turnhalle, ehem. Kinderheilstätte, ehem. Schulkinderhaus, Park mit Lindenrondell und Teiche (Eilbergweg 22-32), Wohnhaus mit Nebengebäude (Waldreiterweg 143) | BW   |
| 54134 Wikidata | Hoisdorfer Landstraße 110 (53° 39′ 46″ N, 10° 17′ 28″ O)           | Landhaus Holst             | Landhaus Holst; 1921–22, Bauherr Detlev Holst; Gebäudeensemble auf weitläufigem, parkähnlichem, von A. Reimann angelegten Grundstück, im Heimatschutzstil errichtet; Landhaus Holst, ehem. Remise, Garten, Zufahrtsallee und Platanenreihe - Begründung: geschichtlich, künstlerisch, städtebaulich - Schutzumfang: Landhaus Holst, ehem. Remise, Garten, Zufahrtsallee (Platanen), Baumreihe (Platanen)             | BW   |

## Bauliche Anlagen
| Objekt-ID      | Lage                                                     | Offizielle Bezeichnung                             | Beschreibung | Bild                             |
| -------------- | -------------------------------------------------------- | -------------------------------------------------- | --- | -------------------------------- |
| 20650 Wikidata | Ahrensfelder Weg 2 (53° 39′ 11″ N, 10° 15′ 40″ O)        | U-Bahnhof Schmalenbeck                             | U-Bahnhof Schmalenbeck; Entwurf 1914 durch Architekt Eugen Göbel, 1921 durch die Hamburger Hochbahn in Betrieb genommen; Teil der sog. Walddörferbahn; Empfangsgebäude aus Backstein im Stil der Heimatschutzarchitektur mit zugehöriger Bahnsteiganlage mit Überdachung und Möblierung - Schutzumfang: U-Bahnhof Schmalenbeck, Bahnsteiganlage mit Überdachung und Möblierung - Begründung: Geschichtlich, Künstlerisch, Städtebaulich, Technisch                                                                | weitere Fotos \| Fotos hochladen |
| 27069 Wikidata | An der Eilshorst 17 (53° 40′ 6″ N, 10° 15′ 31″ O)        | ehem. Pension Eilshorst                            | ehem. Pension Eilshorst; um 1900; zweigeschossiger Putzbau über Sockelgeschoss, teilweise Giebelfachwerk mit Sattel- und Kurzwalmdach, Seitenrisalit, Windfang, Standerker, Wintergarten - Begründung: geschichtlich, städtebaulich - Schutzumfang: ehem. Pension Eilshorst, - Denkmaltyp: Bauliche Anlage | BW                               |
| 26840 Wikidata | Babenkoppel 13 (53° 38′ 48″ N, 10° 16′ 14″ O)            | Wohnhaus                                           | Alteintragung (Aktualisierung vorgesehen) - Begründung: geschichtlich, städtebaulich - Schutzumfang: gesamtes Äußeres - Denkmaltyp: Bauliche Anlage | BW                               |
| 26841 Wikidata | Babenkoppel 14 (53° 38′ 49″ N, 10° 16′ 13″ O)            | Wohnhaus                                           | Alteintragung (Aktualisierung vorgesehen) - Begründung: geschichtlich, städtebaulich - Schutzumfang: gesamtes Äußeres - Denkmaltyp: Bauliche Anlage | BW                               |
| 20649 Wikidata | Eilbergweg 15 (53° 39′ 45″ N, 10° 17′ 11″ O)             | U-Bahnhof Großhansdorf                             | U-Bahnhof Großhansdorf; Entwurf 1913/15 durch Architekt Eugen Göbel und Ingenieur Nils Buer, 1921 durch die Hamburger Hochbahn in Betrieb genommen; Teil der sog. Walddörferbahn; Empfangsgebäude aus Backstein im Stil der Heimatschutzarchitektur mit zugehöriger Bahnsteiganlage mit Überdachung und Möblierung sowie jüngerer Blockbude - Schutzumfang: U-Bahnhof Großhansdorf, Bahnsteiganlage mit Überdachung und Möblierung, Blockbude - Begründung: Geschichtlich, Künstlerisch, Städtebaulich, Technisch | weitere Fotos \| Fotos hochladen |
| 28768 Wikidata | Eilbergweg 22–32 (53° 39′ 36″ N, 10° 17′ 16″ O)          | Turnhalle                                          | ehemalige Turnhalle der Kinderheilanstalt; 1928; eingeschossiger Backsteinbau mit expressionistischer Backsteingliederung, flaches Satteldach mit Staffelgiebeln - Begründung: geschichtlich, künstlerisch - Schutzumfang: gesamtes Objekt - Denkmaltyp: Bauliche Anlage, Sachgesamtheit: ehem. Kinderheilstätte | Fotos hochladen                  |
| 44763 Wikidata | Hansdorfer Landstraße 113 (53° 39′ 50″ N, 10° 16′ 26″ O) | Wohnhaus                                           | Wohnhaus; 1910; zweigeschossiger Putzbau aus rechtwinklig verschränkten, traufständigen Baukörpern unter verschiedenen Dachformen in Hartdeckung, Baudekor, Freitreppen, historische Ausstattung; Einfriedung - Begründung: geschichtlich, künstlerisch, städtebaulich - Schutzumfang: Wohnhaus, Einfriedung - Denkmaltyp: Bauliche Anlage | BW                               |
| 44764 Wikidata | Hansdorfer Landstraße 127 (53° 39′ 50″ N, 10° 16′ 29″ O) | Wohnhaus                                           | Wohnhaus; 1926; eingeschossiger Backsteinbau aus zwei rechtwinklig verschränkten Baukörpern, mit Dachgeschoss in Fachwerk unter Satteldächern in Hartdeckung; gestufte Giebel mit Schmuckfachwerk und Zierausfachungen - Begründung: geschichtlich, künstlerisch, städtebaulich - Schutzumfang: Wohnhaus, - Denkmaltyp: Bauliche Anlage | BW                               |
| 44769 Wikidata | Hoisdorfer Landstraße 110 (53° 39′ 46″ N, 10° 17′ 29″ O) | Landhaus Holst                                     | Landhaus Holst; 1921–22, Bauherr Detlev Holst; eingeschossiger, Ziegelmassivbau unter hohem, ausgebauten Mansarddach und breitem Mittelrisalit unter Mansarddach, dunkel-bunter Ziegel im flämischen Verband - Begründung: geschichtlich, künstlerisch, städtebaulich - Schutzumfang: Landhaus Holst, - Denkmaltyp: Bauliche Anlage, Sachgesamtheit: Landhaus Holst | Fotos hochladen                  |
| 54878 Wikidata | Jäckbornsweg 20 (53° 39′ 56″ N, 10° 16′ 27″ O)           | Villa                                              | Villa; um 1910; zweigeschossiger, giebel- und traufständigen Putzbau unter variierende Dachformen in Hartdeckung, Balkon- und Verandabauten; Schmuckfachwerk, Fenster mit Oberlicht, Balkongitter in Jugendstilformen. - Begründung: geschichtlich, künstlerisch, städtebaulich - Schutzumfang: Villa, - Denkmaltyp: Bauliche Anlage | BW                               |
| 20647 Wikidata | Jäckbornsweg 30 a (53° 40′ 1″ N, 10° 16′ 22″ O)          | Villa                                              | Villa, 1908; eingeschossiger Putzbau mit Mansarddach mit Kronendeckung, Giebelseiten zweigeschossig mit einfachem Walm, Risalit und Eingangsvorbau, Gartenfront mit Terrasse und bogenüberwölbter Loggia, im Innern qualitätvolle Ausstattung überliefert - Begründung: geschichtlich, künstlerisch, städtebaulich - Schutzumfang: gesamtes Objekt - Denkmaltyp: Bauliche Anlage | BW                               |
| 10823 Wikidata | Sieker Landstraße 2 (53° 39′ 42″ N, 10° 15′ 11″ O)       | Villa Tannenhöft                                   | Alteintragung (Aktualisierung vorgesehen) - Begründung: Alteintragung (Aktualisierung vorgesehen) - Schutzumfang: Alteintragung (Aktualisierung vorgesehen) - Denkmaltyp: Bauliche Anlage | weitere Fotos \| Fotos hochladen |
| 2697 Wikidata  | Sieker Landstraße 19 (53° 39′ 46″ N, 10° 15′ 27″ O)      | Villa Wulfriede                                    | 1902 ließ der hamburgische Kaufmann Max Albrecht die Villa Wulfriede im neuromanischen Stil errichten. Sein Sohn Ernst Albrecht ließ diese 1927 umbauen. Heute gehört das Gebäude zur Park-Klinik-Manhagen. Alteintragung (Aktualisierung vorgesehen) - Begründung: geschichtlich, künstlerisch - Schutzumfang: Alteintragung (Aktualisierung vorgesehen) - Denkmaltyp: Bauliche Anlage | BW                               |
| 1449 Wikidata  | Sieker Landstraße 19 (53° 39′ 50″ N, 10° 15′ 25″ O)      | Gärtnerhaus der „Villa Wulfriede“                  | Alteintragung (Aktualisierung vorgesehen) - Begründung: Alteintragung (Aktualisierung vorgesehen) - Schutzumfang: Alteintragung (Aktualisierung vorgesehen) - Denkmaltyp: Bauliche Anlage | BW                               |
| 24717 Wikidata | Waldreiterweg (53° 39′ 39″ N, 10° 16′ 35″ O)             | Ehrenmal für die Gefallenen des Ersten Weltkrieges | Ehrenmal für die Gefallenen des Ersten Weltkrieges; Entwurf Richard Kuöhl, 1926/27; Anlage erweitert um eine Natursteinmauer mit Weg und drei liegenden Namensteinplatten der Toten des Zweiten Weltkrieges - Schutzumfang: Ehrenmal für die Gefallenen des Ersten Weltkrieges, Umfassungsmauer, drei Namensplatten Zweiter Weltkrieg, Grünfläche - Begründung: Geschichtlich, Künstlerisch | Fotos hochladen                  |
| 29075 Wikidata | Wöhrendamm 93 a (53° 39′ 33″ N, 10° 17′ 1″ O)            | Ehemaliges Kutscherhaus                            | Ehemaliges Kutscherhaus; 1911, Umbauten 1933, 1951; eingeschossiger Backsteinbau mit reetgedecktem Halbwalmdach, Remisenanbau - Begründung: geschichtlich, städtebaulich - Schutzumfang: gesamtes Objekt - Denkmaltyp: Bauliche Anlage | BW                               |

## Gründenkmale
| Objekt-ID      | Lage                                                | Offizielle Bezeichnung | Beschreibung | Bild |
| -------------- | --------------------------------------------------- | ---------------------- | --- | ---- |
| 44767 Wikidata | Hoisdorfer Landstraße (53° 40′ 6″ N, 10° 16′ 57″ O) | Friedenseiche          | Friedenseiche; 1871; mit Gedenkstein - Schutzumfang: Friedenseiche, Gedenkstein - Begründung: Geschichtlich, Kulturlandschaftlich, Städtebaulich | BW   |
| 10824 Wikidata | Sieker Landstraße 2 (53° 39′ 42″ N, 10° 15′ 20″ O)  | Arboretum Tannenhöft   | Das Arboretum Tannenhöft ist eine 22 ha große Anlage, die Anfang des 20. Jahrhunderts auf Wirken des damaligen Besitzers, des Hamburger Reeders George Henry Lütgens, angelegt wurde. Das Arboretum mit Weiher und Felsenpartie („Rockery“) sowie das Herrenhaus stehen seit 2002 unter Denkmalschutz. Alteintragung (Aktualisierung vorgesehen) - Begründung: geschichtlich, künstlerisch, Kulturlandschaft prägend - Schutzumfang: Arboretum Tannenhöft, Teich, Quelle mit Rockery - Denkmaltyp: Gründenkmal | BW   |
| 23818 Wikidata | Sieker Landstraße 21 (53° 39′ 44″ N, 10° 15′ 19″ O) | Edelkastanienallee     | Alteintragung (Aktualisierung vorgesehen) - Begründung: geschichtlich, wissenschaftlich, Kulturlandschaft prägend - Schutzumfang: gesamtes Objekt - Denkmaltyp: Gründenkmal | BW   |